# Pieter Adriaansz. van der Werff
Pieter Adriaansz. van der Werff (Leiden, 14 juni 1529 – aldaar, 4 januari 1604) is bekend geworden als burgemeester van Leiden tijdens het Beleg van Leiden (1573-1574).

## Levensloop

### Vroege jaren
Van der Werff was de zoon van Adriaen Lourijszoon Vermeer en Clara Claasdochter. Zij hadden vijf kinderen, de jongens Adriaan, Pieter, Nicolaas en Leendert en het meisje Barbara. Vader Adriaan was van beroep zeemtouwer (maker van een dun en zacht leer). Hij kwam vermoedelijk uit Gouda en vestigde zich in 1526 in Leiden. Naast zijn beroep ging hij uit preken om de idealen van de Wederdopers te verkondigen. Wederdopers wilden niet alleen de kerk hervormen maar op de wereld ook een duizendjarig rijk stichten vol geluk en zonder armoede.
Holland verkeerde in een economische crisis en grote groepen verarmde handwerkers kozen voor de idealen van de Wederdopers. De leden van het Hof van Holland hadden er al voor gewaarschuwd "dat door de slapte in handel en bedrijf de arme luiden erg genegen zijn te willen delen met de rijken en daardoor het land in een ontredderde toestand brengen". In 1534 werd de vader van Pieter gearresteerd en in Haarlem onthoofd. Zijn vrouw toonde berouw en kwam er met een boete af. Daarmee redde zij haar gezin. Pieter was toen vijf jaar oud.
Evenals zijn vader en zijn broers was Pieter Adriaansz. van beroep zeemtouwer. Daarnaast is hij gaan handelen in huiden en bont en raakte op den duur in welstand. Achter zijn huis had hij een grote werf met daarop een kalandermolen (een soort mangel, waarmee wollen weefsels glanzend gemaakt werden). Enkele paarden dreven het apparaat voort. De toevoeging Van der Werff dankt hij aan die werf. De straat waarin het huis stond heet thans Van der Werfstraat. Het huis zelf bestaat niet meer.
Pieter heeft de geslachtsnaam Vermeer voor zover bekend nooit gebruikt. In 1571 tekende hij met Pieter Adriaensz., in 1582 met Pieter Adriaensz. van Werf en in 1585 met Pieter Adriaensz. van der Werff. Soms verkortte hij zijn naam tot Werff of tot P. van de Werff.
Zijn eerste vrouw, Aafje Laurensdr. overleed na vijf jaar huwelijk, vermoedelijk bij de geboorte van hun zoon Adriaan. Hij trouwde daarna met Ida van Tol. Dit huwelijk bleef kinderloos. Ida leefde niet lang en in 1570 hertrouwde hij met Marie Duijst van Voorhout, de dochter van de burgemeester van Delft. Dit echtpaar kreeg twee zoons en vier dochters.

### Ballingschap
In 1550 bereikten de eerste calvinistische predikers Nederland. Ze kregen veel aanhang onder de gegoede burgerij. Ook Pieter sloot zich bij deze beweging aan. Koning Filips II van Spanje, die ook heer der Nederlanden was, wilde al die onrust niet en stuurde in 1566 Fernando Álvarez de Toledo, de hertog van Alva, met een groot leger naar de Nederlanden om de eenheid in de Roomse kerk te herstellen. Deze begon met de arrestatie van alle kopstukken van het calvinisme op één moment en op alle plaatsen tegelijk. Ook Pieter van der Werff stond op de lijst van te arresteren personen met als beschuldiging "het bijwonen van gereformeerde predikaties en misdaden die daaruit volgden". Door de schout van Leiden werd hij tijdig gewaarschuwd. Hij kon vluchten naar Emden in Duitsland.

### Opstand
Ook prins Willem van Oranje werd aangeklaagd en moest voor een bijzondere rechtbank, de Raad van Beroerten, verschijnen. Hij week uit naar slot Dillenburg, zijn stamslot. Daar smeedde hij plannen om de Nederlanden te bevrijden van de Spanjaarden. Op 24 juni 1568 vroeg hij aan Pieter van der Werff en Adriaan van Swieten naar Holland te gaan om de komst van zijn leger voor te bereiden. Een gevaarlijke opdracht, want het gehele land zat vol Spaanse soldaten. De veldtocht mislukte en Van der Werff en Van Swieten keerden terug naar Emden.
In 1570 waagde Willem van Oranje een nieuwe poging, maar er waren onvoldoende financiële middelen, zodat er eerst geld moest worden ingezameld. Aan Van der Werff en de predikant Jurgen Yepensz. vroeg hij in Holland te gaan collecteren. Zij reisden eerst naar Dordrecht. Daarna gingen zij naar Rotterdam, Schiedam, Delfshaven, Vlaardingen, Delft, Den Haag, Leiden, Haarlem en een aantal omliggende dorpen. De mensen waren bang, ze vroegen niets te noteren en dit onder ede te bevestigen. Over dit gebrek aan betalingsbewijzen zou Van der Werff later nog aangesproken worden.
Ook deze nieuwe bevrijdingspoging mislukte en Van der Werff besloot zijn oude beroep als handelaar in bont en huiden weer op te pakken. Ten slotte moesten hij en zijn broers ook hun gezinnen onderhouden en door al die opdrachten bleef er weinig tijd over om handel te drijven. De familie besloot naar Hamburg te gaan. Dat was niet eenvoudig. Ze handelden in Hollandse en oosterse goederen en waren bang dat ze met hun koopwaar op zee aangehouden zouden worden. Ze vroegen daarom aan de Prins een vrijgeleide, die op 26 december 1571 verleend werd.

### Terug in Leiden
Op 1 april 1572 namen de watergeuzen het stadje Brielle in. Een oorlogshandeling van geen betekenis, maar met een grote uitwerking. De ene stad na de andere onttrok zich aan het gezag van de Spaanse koning. Prins Willem van Oranje was niet gelukkig met deze anarchie en besloot de Staten van Holland bijeen te roepen. Dit was heel belangrijk, want zonder een ordelijke regering kon onmogelijk steun uit het buitenland verwacht worden. Hij vroeg Van der Werff snel naar Holland te gaan om het een en ander voor te bereiden, en zo keerde deze naar Leiden terug.
Van der Werff reisde het gehele land rond om te proberen zo veel mogelijk stadsbesturen over te halen mee te doen en afgevaardigden naar de Staten te sturen. Na langdurig overleg kwam op 19 juli de eerste vrije Statenvergadering bijeen. Hiermee begon de opstand zich te consolideren. Met de financiering van de oorlog vlotte het minder. Van der Werff ging in augustus op eigen initiatief collecteren, maar vergat dat het eerste stadium van de opstand nu gepasseerd was. Er bestond een regering van vrije Staten. Ze ontboden hem en bevalen hem het ingezamelde geld af te geven aan speciaal daarvoor aangestelde ontvangers. Men gaf hem duidelijk te verstaan zoiets nooit meer te doen. Hij diende "geldinwinninge en geldlichtinge" aan hen over te laten.
Op 17 mei 1573 werd Van der Werff bij een tussentijdse benoeming gekozen tot een van de vier burgemeesters van Leiden. Zijn eerste opdracht was niet gemakkelijk. Op 29 mei 1573 kreeg hij bevel Willem II van der Marck Lumey te arresteren. Onderweg zou er vanuit Delft hulp komen. Een moeilijker arrestant was niet te bedenken. Lumey was de meest beruchte vechter van dat ogenblik en trok zich van niemand iets aan. Hij was verantwoordelijk voor de moord op de Martelaren van Gorcum, negentien rooms-katholieke geestelijken uit Gorinchem en pater Cornelis Musius uit Delft. Van der Werff slaagde erin Lumey te arresteren en af te leveren op het slot Honingen bij Rotterdam.

### Beleg van Leiden

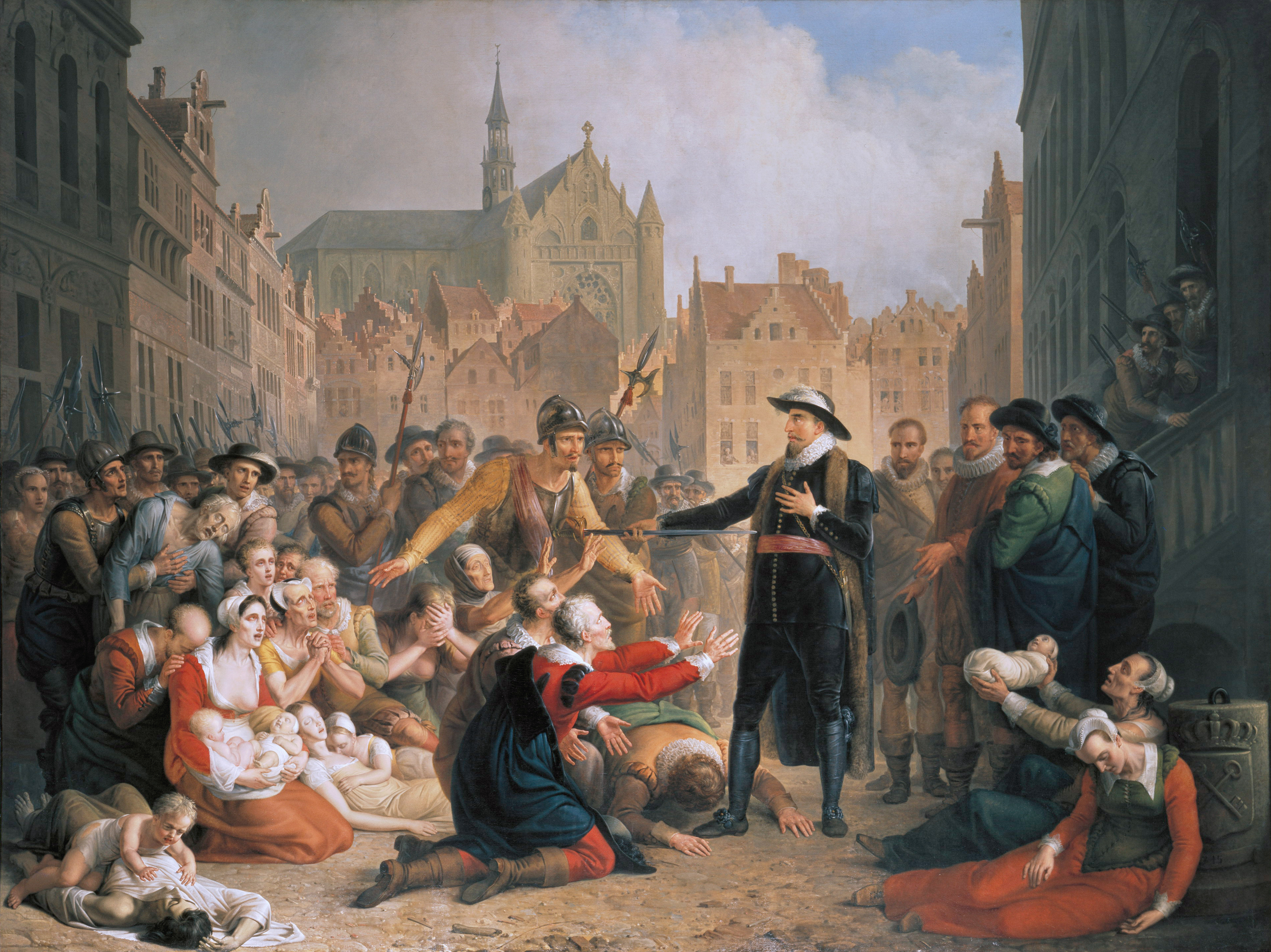
De zelfopoffering van burgemeester Van der Werff volgens Mattheus Ignatius van Bree (1816-1817), Museum De Lakenhal, Leiden.

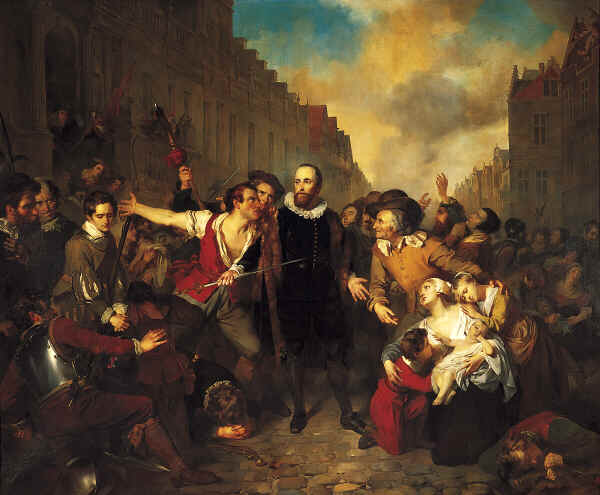
De zelfopoffering van burgemeester Van der Werff, hetzelfde tafereel volgens Gustaaf Wappers (1829), Centraal Museum, Utrecht.

Op 31 oktober 1573 werd de stad door de Spanjaarden onder Francisco de Valdez omsingeld. Aan de belangrijkste toevoerwegen om Leiden werden schansen opgeworpen zodat het onmogelijk was de stad te bevoorraden. In maart 1574 brak Valdez het beleg plotseling op. Lodewijk van Nassau was met een leger de Maas overgetrokken met als doel de opstandelingen te ondersteunen. Valdés trok hem tegemoet. Nog voordat hij aankwam hadden andere Spaanse troepen Lodewijk al verslagen bij de Slag op de Mookerheide.
Na twee maanden werd de belegering hervat. Dit verwachtte men niet en men had dan ook onvoldoende maatregelen genomen om een nieuw beleg te kunnen doorstaan. Prins Willem van Oranje probeerde de belegerde stad te ontzetten door Zuid-Holland onder water te zetten. Op 21 augustus was het zover dat de dijken van de IJssel en de Maas doorgestoken waren. De winden waaiden uit de verkeerde richting, zodat het water niet voor Leiden kwam. Daar brak langzamerhand de hongersnood uit, gevolgd door een hevige pestepidemie, die duizenden Leidenaars het leven kostte.
Ook de militaire gouverneur Dirk van Bronkhorst bezweek, zodat Van der Werff als voorzittend burgemeester de algehele leiding op zich moest nemen. Op 4 september stuurde Valdés een brief aan de Leidse magistraat met voorwaarden voor een overgave en een algemeen pardon voor de leiders van de opstand. De volgende dag riep Pieter de vroedschap, de officieren van de schutterij, de in de stad aanwezige edelen en de aanzienlijke burgerij bij elkaar om de brief en de crisis in de stad te bespreken. Hij legde naast alle politieke mogelijkheden ook die van overgave op tafel. Dit zal het moment geweest zijn waarop Janus Dousa (Jan van der Does), de aanvoerder van de verdedigende troepen, en Pieter van der Werff als hoofd van de hongerende burgerij, tegenover elkaar kwamen te staan. Van der Werff zag een militaire operatie escaleren tot een humanitaire ramp. Er zou nog veel vergaderd worden.
Zoals in iedere oorlog bestaan er veel pakkende verhalen. Zo brak op 15 september een rel uit, waarbij het stadsbestuur gevraagd werd om brood of overgave. Bij die gelegenheid zou Pieter de beroemde woorden gesproken hebben: "Eten heb ik niet, maar ik weet dat ik eens moet sterven. Als gij dan door mijn dood geholpen zijt, slaat de handen aan dit lichaam, snijdt het in stukken en deel het uit zo ver als mogelijk is. Ik ben dan getroost". Deze gebeurtenis, waarvan het waarheidsgehalte betwijfeld wordt, is bekend geworden (en door diverse schilders uitgebeeld) als "de zelfopoffering van burgemeester Van der Werff".
De bevolking was bang, maar een bestorming, die desastreuze gevolgen zou hebben voor de inwoners, kwam echter niet. Sinds de vroege 17e eeuw ging dan ook het verhaal rond dat Magdalena Moons haar geliefde Valdez tijdens een maaltijd overgehaald zou hebben de stad niet te bestormen. Thans wordt daar niet meer in geloofd. Uithongering moet van begin af aan de opzet geweest zijn. Toch heeft nog heel lang Magdalena's portret in het stadhuis gehangen.
Eind september kwamen de herfststormen opzetten en joegen het water over de landscheiding. De Spanjaarden vluchtten weg en Leiden werd ontzet op 3 oktober 1574. De volgende dag kwam prins Willem van Oranje naar Leiden. Op 14 oktober belegden de burgemeesters een vergadering waarbij ook de Prins uitgenodigd werd. Hij deelde tot ieders verbazing mee dat hij het bestuur van de stad wilde vervangen en het aantal vroedschapsleden verminderen. Tegen dit soort willekeur had men nu juist gevochten. Een grotere schending van de stedelijke privileges was niet te bedenken. Van der Werff nam ontslag als voorzittend burgemeester. De Prins aanvaardde het ontslag, maar stelde er prijs op dat hij lid bleef van de vroedschap. De schepenen protesteerden schriftelijk, met succes. In het stadsarchief van Leiden ligt een stuk waarin de Prins toezegt de stedelijke privileges in de toekomst te zullen handhaven.

### Opbouw van de nieuwe staat
Nog geen 23 dagen na het ontzet werden Hendrik van Brouckhoven en Pieter van der Werff door de Staten van Holland benoemd tot Commissarissen-generaal van de Vivres en Proviandes van het nieuwe leger. In oorlogstijd is dit een belangrijke functie want deze ambtenaren moeten ervoor zorgen dat het leger voldoende geld en levensmiddelen krijgt. De steeds professioneler gevoerde oorlog vereiste veel geld. In 1576 werd hij belast met de verpachting van de belastingen op het verbruik van goederen en kreeg opdracht het onroerend goed van de stad Gouda te verkopen.
Er was ook veel politieke nasleep van de opstand te regelen, zoals in Schoonhoven. De burgers hadden een eed van trouw aan de koning van Spanje afgelegd, maar toen ze zagen dat de opstand slaagde wilden ze er weer van af. De zaak lag gecompliceerd. Het Spaansgezinde deel van de vroedschap regeerde vanuit het nog stevig in Spaanse handen verkerende Utrecht. Van der Werff kreeg van de Staten opdracht een nieuwe eed van trouw van de burgerij af te nemen.
In 1577 werd hij weer gekozen tot burgemeester van Leiden, een ambt dat hij met enkele tussenpozen tot het einde van de eeuw bleef uitoefenen. In 1578 ontstond een gevaarlijk conflict in de kerk tussen preciezen en rekkelijken. De oorlog was juist in een cruciale fase. Iedereen bemoeide er zich mee. Uiteindelijk vond men in de gematigde Van der Werff de aangewezen persoon om te bemiddelen. Hij bereikte een soort voorlopige wapenstilstand.
Sinds 1571 was er een enorme achterstand in de stedelijke administratie ontstaan. De inkomsten waren al die tijd niet gecontroleerd zodat de rekening niet afgesloten kon worden. Daarom benoemde de vroedschap hem in november 1579 ook tot royeermeester van Leiden met als taak de financiën in orde te brengen. De Staten van Holland breidden hun organisatie snel uit. Het aantal besluiten nam evenredig toe. Er ontstond grote behoefte aan een raad van toezicht op de uitvoering van die besluiten. De Raad van Leiden benoemde Van der Werff in dit college.

### De laatste levensjaren
In 1587 organiseerden de Staten een veldtocht in Brabant en Vlaanderen. De jeugdige Maurits, graaf van Nassau, de latere prins van Oranje, kreeg de leiding van deze operatie. Om hem bij te staan benoemden de Staten negen wijze mannen, onder wie Pieter van der Werff, die hecht bevriend was met Maurits. Uit een brief, die Maurits een jaar later aan hem stuurde, blijkt dat hij tevreden was. De brief begint met de woorden: "Eerzame, wijze, Voorzienige, zeer discrete, Lieve bijzondere goede vriend". Hij vraagt daarin om hulp bij de financiering van zijn veldtocht tot redding van het bedreigde Geertruidenberg. Pieter ging weer collecteren. Hij haalde twaalfduizend gulden op en kon terugzien op een goed resultaat. Het werd zijn laatste grote opdracht voor het vaderland.
Op 5 januari 1604 stierf Pieter Adriaansz. van der Werff op 75-jarige leeftijd.

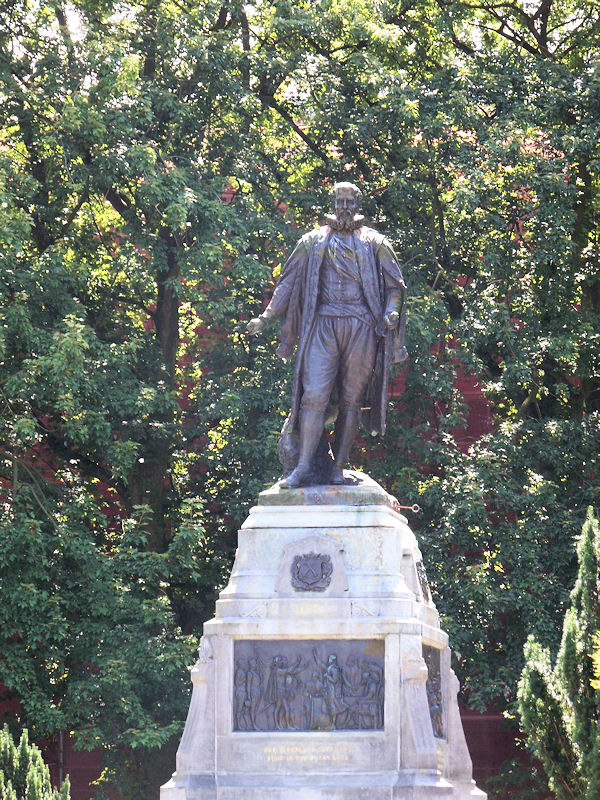
Standbeeld van Pieter Adriaansz. van der Werf in het Van der Werfpark te Leiden.

## Postuum
In de Hooglandse Kerk te Leiden bevindt zich een grafmonument vervaardigd door Rombout Verhulst in 1661. Na de Leidse buskruitramp van 1807 heeft men op de ruïne het Van der Werfpark aangelegd met daarin zijn standbeeld.
Pieter van der Werff is uitgegroeid tot een volksheld. Aan de vooravond van het 3 oktoberfeest brengen ieder jaar de Leidse verenigingen met een taptoe hulde aan hem, en op de feestdag zelf hecht de burgemeester van Leiden tijdens de koraalmuziek een krans aan het standbeeld.